# Harry Ettlinger
Heinz Ludwig Chaim „Harry“ Ettlinger (* 28. Januar 1926 in Karlsruhe; † 21. Oktober 2018 in Rockaway, New Jersey) war ein deutschamerikanischer Veteran des Zweiten Weltkriegs.

## Leben
Ettlinger entstammte einer Familie angesehener jüdischer Geschäftsleute. Sein Großvater war der Bruchsaler Textilgroßhändler Otto Oppenheimer. 1938 emigrierte die in Deutschland der nationalsozialistischen Judenverfolgung ausgesetzte Familie in die USA.
Nach dem High-School-Abschluss wurde Ettlinger im August 1944 zur US-Armee einberufen und erwarb die Staatsbürgerschaft der Vereinigten Staaten. Er sollte zunächst in der 99. Infanterie-Division gegen die deutsche Ardennenoffensive eingesetzt werden, wurde dann jedoch wegen seiner Deutschkenntnisse in die Monuments, Fine Arts, and Archives Section (MFA&A) berufen, deren Aufgabe es war, Kulturgüter vor Diebstahl und Zerstörung zu schützen. In einem Salzstollen bei Heilbronn, in den Kunstwerke der Kunsthalle Karlsruhe ausgelagert worden waren, entdeckte Ettlinger Rembrandts Selbstporträt, das er sich Jahre zuvor als Junge in der Kunsthalle hatte ansehen wollen, die er als Jude jedoch nicht betreten durfte.
Nach der Entlassung aus dem Militärdienst 1946 absolvierte Ettlinger am Newark College of Engineering ein Studium als Luftfahrtingenieur, das er 1950 abschloss. In diesem Beruf arbeitete er bei mehreren Unternehmen. Im Alter engagierte er sich zunehmend dafür, die Erinnerung etwa durch Vorträge vor jungen Menschen wachzuhalten.

## Monuments Men
Die MFA&A wurden 2014 durch den Spielfilm Monuments Men – Ungewöhnliche Helden (Originaltitel The Monuments Men) mit George Clooney als Regisseur und Hauptdarsteller bekannt. Ettlinger (im Film ‚Sam Epstein‘) wurde von Dimitri Leonidas gespielt. Ettlinger trat bei der Berlinale 2014 mit Clooney öffentlich auf.

## Auszeichnungen
2014 erhielt Ettlinger die Staufermedaille des Landes Baden-Württemberg. Am 22. Oktober 2015 wurde Ettlinger mit der Congressional Gold Medal der USA ausgezeichnet.